# Pestalozzis Berg
Pestalozzis Berg è un film del 1989 diretto da Peter von Gunten. Il film è stato presentato al 39º Festival del Cinema di Berlino.
Gian Maria Volonté interpreta il ruolo del famoso educatore svizzero Johann Heinrich Pestalozzi.

## Riconoscimenti
- Festival di Berlino
  - Candidato all'Orso d'oro